# Yŏnggwang Hot’el
Das Yŏnggwang Hot’el (영광 호텔) ist ein seit Ende 2011 im Bau befindliches Hotel in Pjöngjang (Nordkorea). Es soll sich vor allem durch seinen Luxus (z. B. einem Casino) von den anderen Hotels der Stadt abheben. Die Höhe soll zwischen 45 und 75 Etagen betragen. Als Investor tritt ein chinesisches Unternehmen auf, welches in der Summe mit anderen Projekten rund 20 Mio. US-Dollar investiert. Das Yŏnggwang Hot’el wird das erste Fünf-Sterne-Hotel Nordkoreas sein. Zwischen Frühling und Sommer 2013 wurden die Bauarbeiten auf unbestimmte Zeit unterbrochen; es wird davon berichtet, dass der Investor den Glauben an das Projekt verloren hat.
Der Standort des Hotels ist im zentralen Bezirk Chung-guyŏk (Dong Tonghung-dong). In der Nähe befinden sich noch der Hauptbahnhof Pjöngjang sowie die Metrostation Yŏnggwang der Metro Pjöngjang. In unmittelbarer Nachbarschaft befindet sich das 1995 eröffnete Koryŏ Hot’el.